# モンマルトル美術館
モンマルトル美術館 (モンマルトルびじゅつかん、Musée de Montmartre) は、パリ18区のコルトー通り12番地にある美術館であり、モンマルトルの丘で最も古いベレール邸、ドゥマルヌ邸を含む敷地に1960年に設立された。
画家のピエール＝オーギュスト・ルノワール、エミール・ベルナール、ラウル・デュフィ、シャルル・カモワン、シュザンヌ・ヴァラドン、モーリス・ユトリロなどがここにアトリエを構え、詩人のピエール・ルヴェルディ、作家のレオン・ブロワ、ゴッホの『タンギー爺さん』で知られる画商ジュリアン・フランソワ・タンギーもここに住んでいた。
ルノワールがここで描いた絵画に基づいて設計された「ルノワールの庭」、2014年に再現されたユトリロのアトリエがある。常設展は主にトゥールーズ＝ロートレック、アメデオ・モディリアーニ、フランティセック・クプカ、テオフィル・アレクサンドル・スタンラン、ヴァラドン、ユトリロの絵画、ポスター、デッサンを通じて「バトー・ラヴォワール（洗濯船）」、「アトリエ・コルトー」、その他のモンマルトルの画家のアトリエ、「オ・ラパン・アジル」、「ル・シャ・ノワール(黒猫)」、「ムーラン・ルージュ」などのキャバレーをはじめとし、19世紀から20世紀のモンマルトルの文化と歴史を紹介している。併せて、年に1～2回モンマルトルの画家を中心とした企画展を行っている。

## 歴史
モンマルトル美術館は、主に19世紀から20世紀にかけてモンマルトルを活動の拠点とした芸術家や作家、音楽家、俳優やダンサーを中心に同地区の文化・芸術活動を紹介しているため、以下にこうした背景について説明する。

### 背景

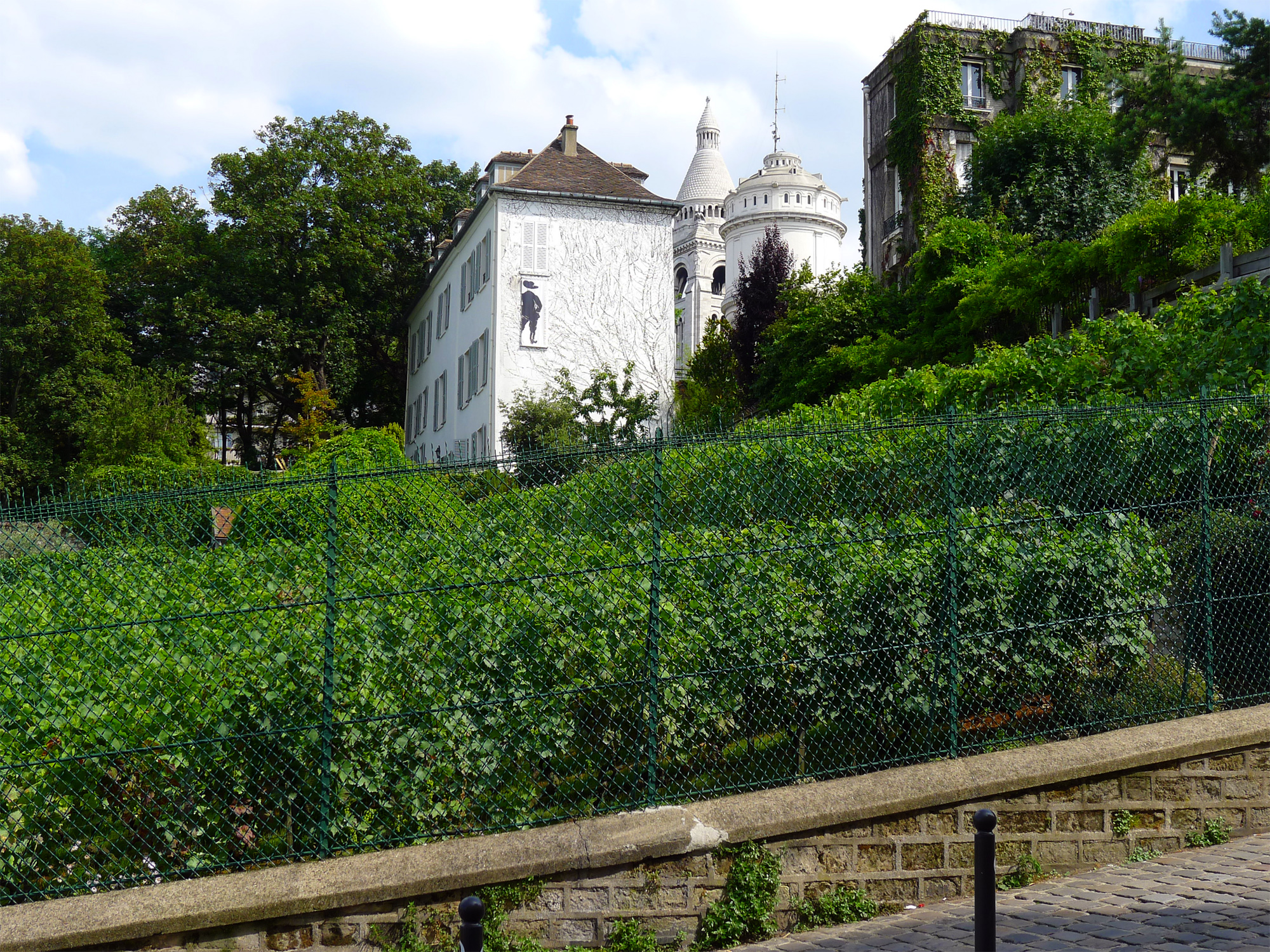
ブドウ畑側から見たモンマルトル美術館

モンマルトル美術館の敷地はモンマルトルのブドウ畑に隣接し、セーヌ川を遠望する高台にある。パリ市が管轄する「モンマルトル・ブドウ園」はパリ18区のソール通りとサン・ヴァンサン通りに挟まれた面積0.15 haの小さなブドウ畑で、3,250株のブドウの木が植えてあり、毎年10月の初旬に収穫祭が行われる。醸造所は18区の区役所内にあり、生産量は約500リットルである。既に12世紀からモンマルトル修道院のブドウ園があり、17世紀から18世紀にはモンマルトルの丘の約4分の3を占めていた。当時、モンマルトルはパリ市の城壁の外側に位置していたため入市税がかからず、酒類がパリ市内よりも安く入手できたため、酒場やキャバレーが立ち並ぶ繁華街を形成していた。1860年にモンマルトルが18区としてパリに併合されると、ブドウ園を撤去して住宅が建てられるようになったが、繁華街があって家賃も安かったため、19世紀末から20世紀初頭にかけて多くの芸術家たちがここに移り住むようになった。現在でも営業を続けているキャバレー「ムーラン・ルージュ」がモンマルトルの丘のふもとに誕生したのは1889年のことである。他にも「ル・シャ・ノワール」、「オ・ラパン・アジル」など、多くのキャバレーがあったが、「ムーラン・ルージュ」は最も人気を博し、ラ・グーリュやジャンヌ・アヴリルといった有名なダンサーを輩出し、トゥールーズ＝ロートレックが入り浸ってダンサーやミュージシャンを描いたことでも知られる。

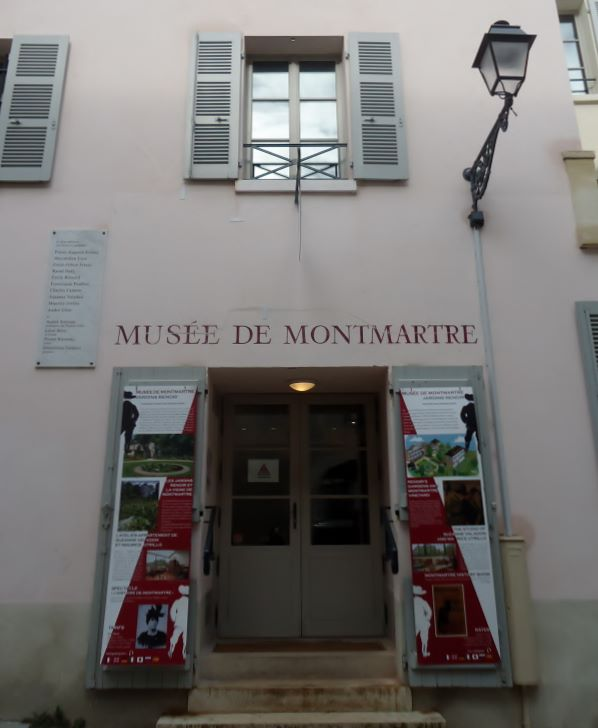
モンマルトル美術館の入口 (左手のプレートにここに住んでいた画家や作家の名前が書かれている)

また、1904年には芸術家の共同アトリエ兼住宅「バトー・ラヴォワール（洗濯船）」がモンマルトルのラヴィニャン通り13番地に誕生し、キース・ヴァン・ドンゲン、アメデオ・モディリアーニ、フアン・グリス、コンスタンティン・ブランクーシらがここにアトリエを構え、パブロ・ピカソ、アンリ・マティスら多くの画家がここを拠点として活動した。また、画家だけでなく詩人や俳優、画商にとっても交流の場であった。特にピカソが『アビニヨンの娘たち』(1907) を描いた場所、キュビスムが生まれた場所として知られるが、1970年の火事で焼失し、1978年にコンクリートで復元された。現在は小さなショーウィンドーに資料を展示している。
なお、現在の「モンマルトル・ブドウ園」のブドウの木は1933年以降に新たに植えられたものであり、品種は主にガメとピノ・ノワールである。

### 美術館の歴史

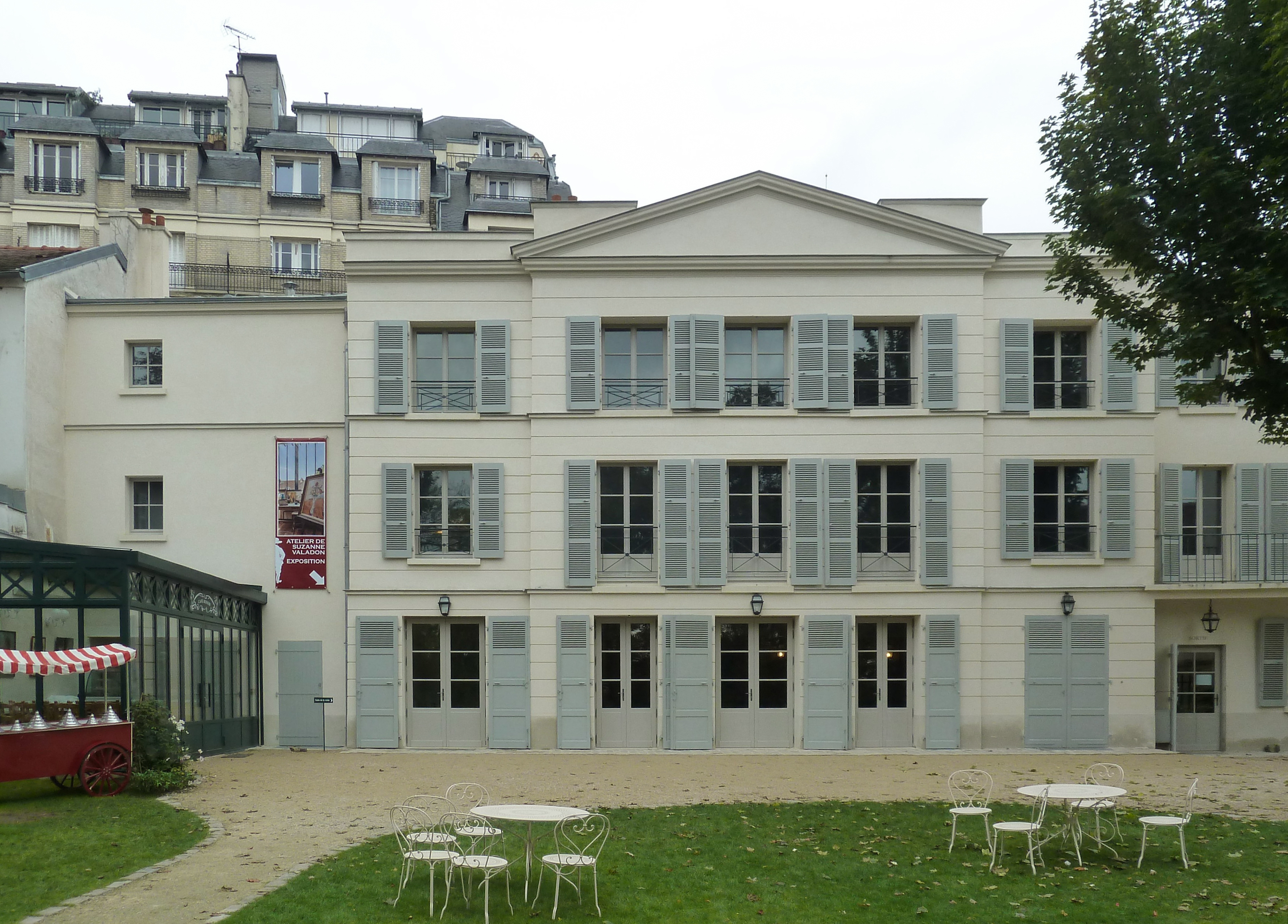
ドゥマルヌ邸 (企画展); 左手にガラス張りの「カフェ・ルノワール」がある。

モンマルトル美術館は1960年に歴史・考古学会「古きモンマルトル」により設立され、フランス博物館・美術館に関する2002年1月4日付法律第2002-5号により、2003年以降はフランス政府に属する美術館という位置づけであり、別称として「モンマルトル美術館 ― ルノワールの庭」および「古きモンマルトル美術館」が正式に登録されている。
歴史・考古学会「古きモンマルトル」は1886年にモンマルトル周辺地区の歴史や芸術などの文化遺産の保護、研究を目的に創設され、以後、モンマルトルにまつわる芸術作品（6,000点以上）や古文書を含む史料（約100,000点）を収集し、1960年以降、モンマルトル美術館の常設展・企画展を通してこれらのコレクションを紹介している。併せて、研究成果は毎年、機関誌『LVM (Le Vieux Montmartre)』に発表している。
モンマルトル美術館は1960年の設立時には、モンマルトルの丘で最も古い館の一つであり17世紀に建てられたベレール邸内にあったが、経営難から閉館の危機に陥り、2011年、再建を目指して18世紀に建てられた隣のドゥマルヌ邸の所有者であるパリ市と契約を締結し、1,200万ユーロをかけてこの邸宅を改修した。これは、カステルノー城、マルケイサック庭園（空中庭園）などの修復・運営事業も手がけている「クレベール＝ロシヨン社」のメセナによるもので、以後、同社が美術館を運営し、経営者クレベール＝ロシヨンの娘スザンヌ・ロシヨンが現在、モンマルトル美術館の館長を務めているが、 改修前は「荒廃しきって打ち捨てられた状態だったので、基礎工事からやり直さなければならなかった」という。ドゥマルヌ邸はモリエール劇団のロジモンこと、クロード・ド・ラ・ローズ (1640-1686) や画商ジュリアン・フランソワ・タンギー（タンギー爺さん）が住んでいたことで知られるが、改修工事の際には、ここにユトリロ、ヴァラドンおよびヴァラドンの若い恋人アンドレ・ユテール(1886-1948) のアトリエ、寝室、居間を再現し、展示室も増設した。改修工事を終えたのは2012年。2014年に美術館の一部として正式に開館した。以後、ドゥマルヌ邸でかなり大規模な企画展が行われるようになった。

## コレクション

### 常設展 ― ベレール邸

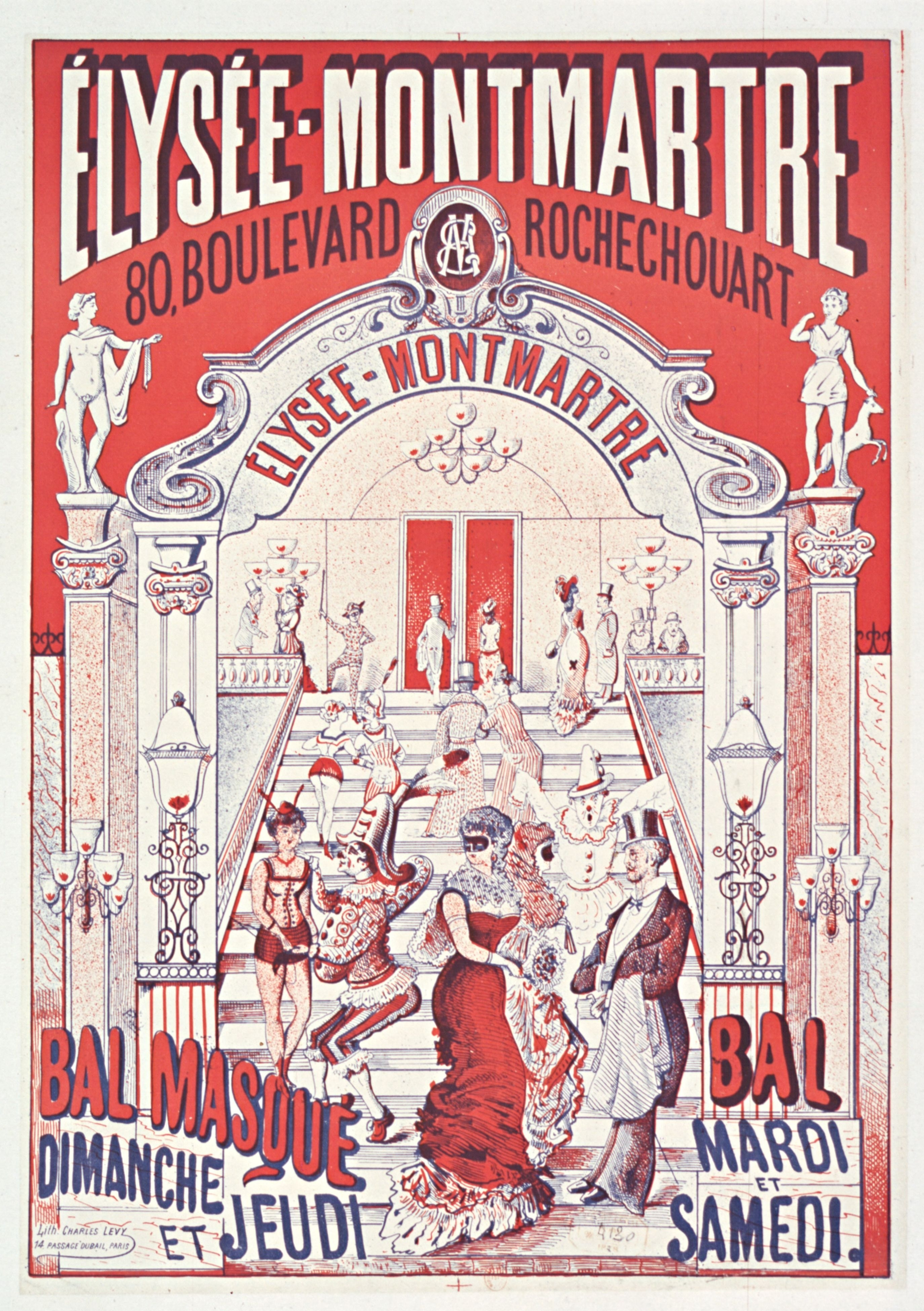
エリゼ・モンマルトルの仮面舞踏会のポスター (1878; フランス国立図書館)

展示内容は「大修道院や雑木林、採石場、風車のあったかつてのモンマルトルの風景」、「パリ・コミューンとサクレ・クール寺院の建設の歴史」、「ムーラン・ルージュに代表されるキャバレーの全盛」、そして「ボヘミアンの芸術家たちについて」と、大きく分けて4つのカテゴリーでモンマルトルの歴史を扱っている。

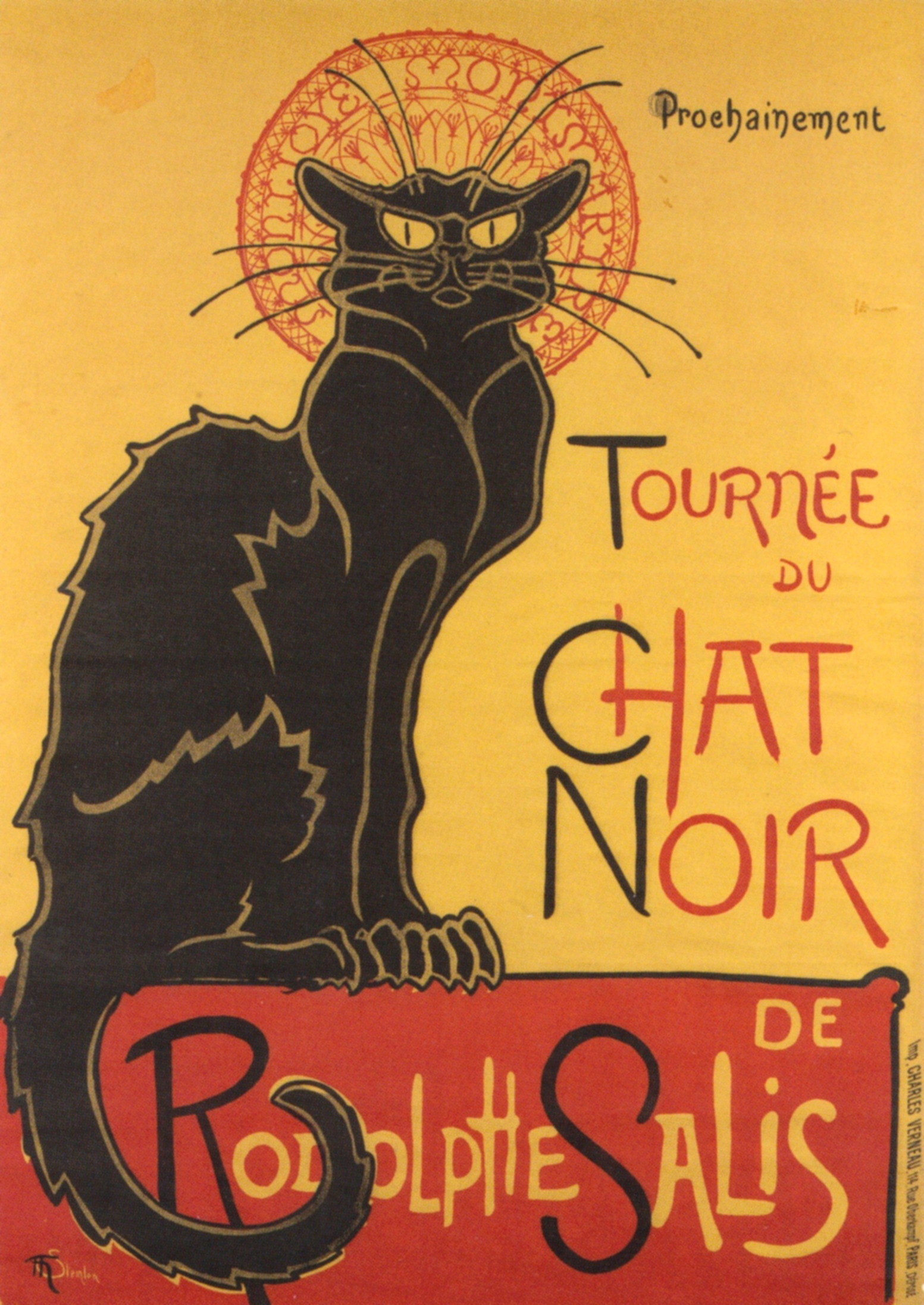
テオフィル・アレクサンドル・スタンラン作『ルドルフ・サリスの「ル・シャ・ノワール」の巡業』(モンマルトル美術館所蔵)

なかでもモンマルトルの娯楽文化に関するコレクションは充実しており、「ムーラン・ルージュ」、「ル・ディヴァン・ジャポネ」（「ル・ディヴァン・デュ・モンド」参照）、1881年にロドルフ・サリス(1851-1897) が設立した「ル・シャ・ノワール」、「ル・シャ・ノワール」の人気歌手でロートレックのポスターで知られるアリスティード・ブリュアンが設立した「ミルリトン」、エミール・ゾラの『居酒屋』でも言及される「エリゼ・モンマルトル」など、モンマルトルの有名なキャバレーのために制作されたポスターが多数展示されている。

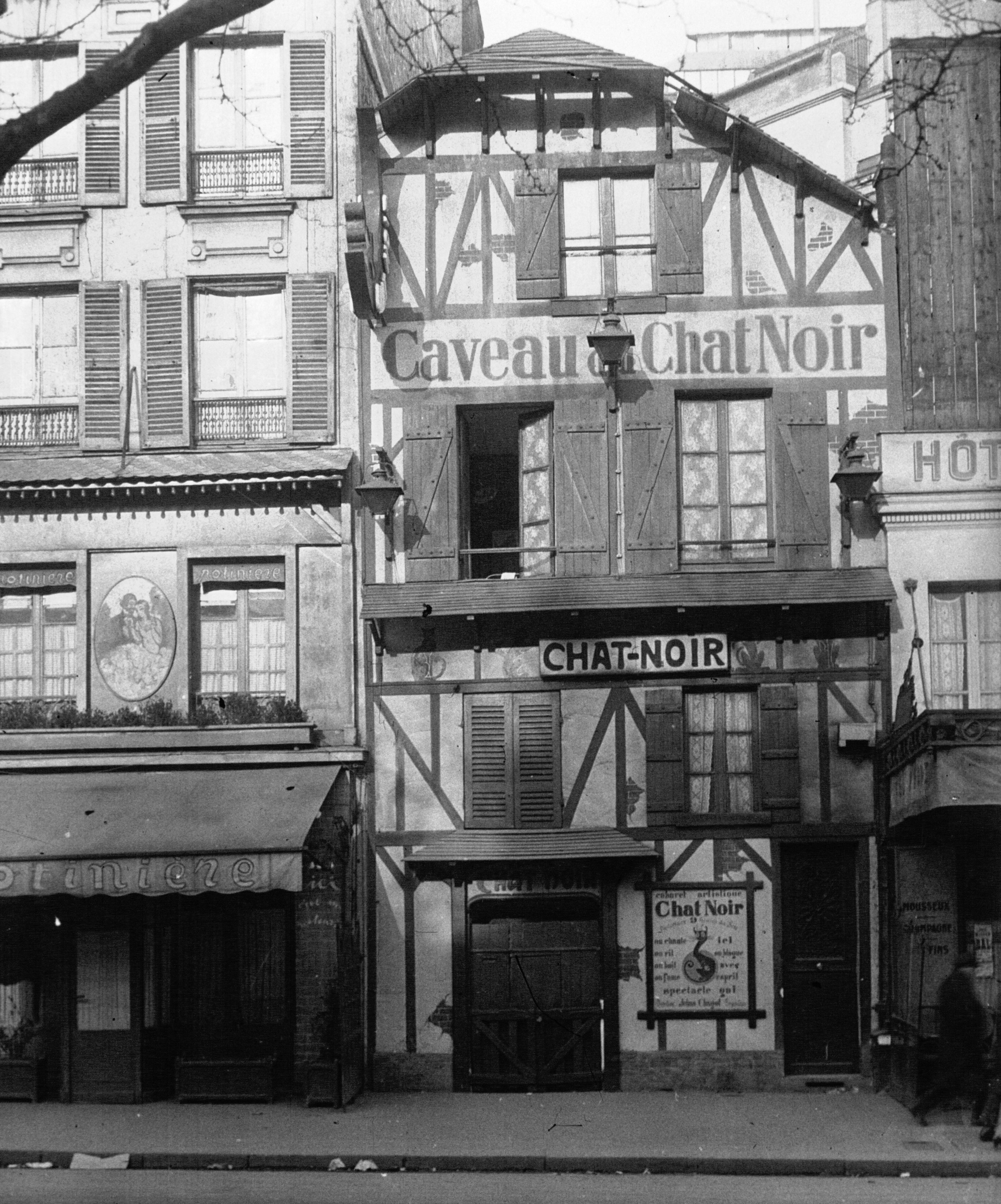
ル・シャ・ノワール (1929; フランス国立図書館)

「ル・シャ・ノワール」展示室：「ル・シャ・ノワール」は、初めてピアノを置くことが許可されたキャバレーであり、ポール・デルメ(1862-1904)、エリック・サティ (1866-1925)、クロード・ドビュッシー (1862-1918) が作曲に使ったというこのピアノは現在もモンマルトル美術館に展示されている。

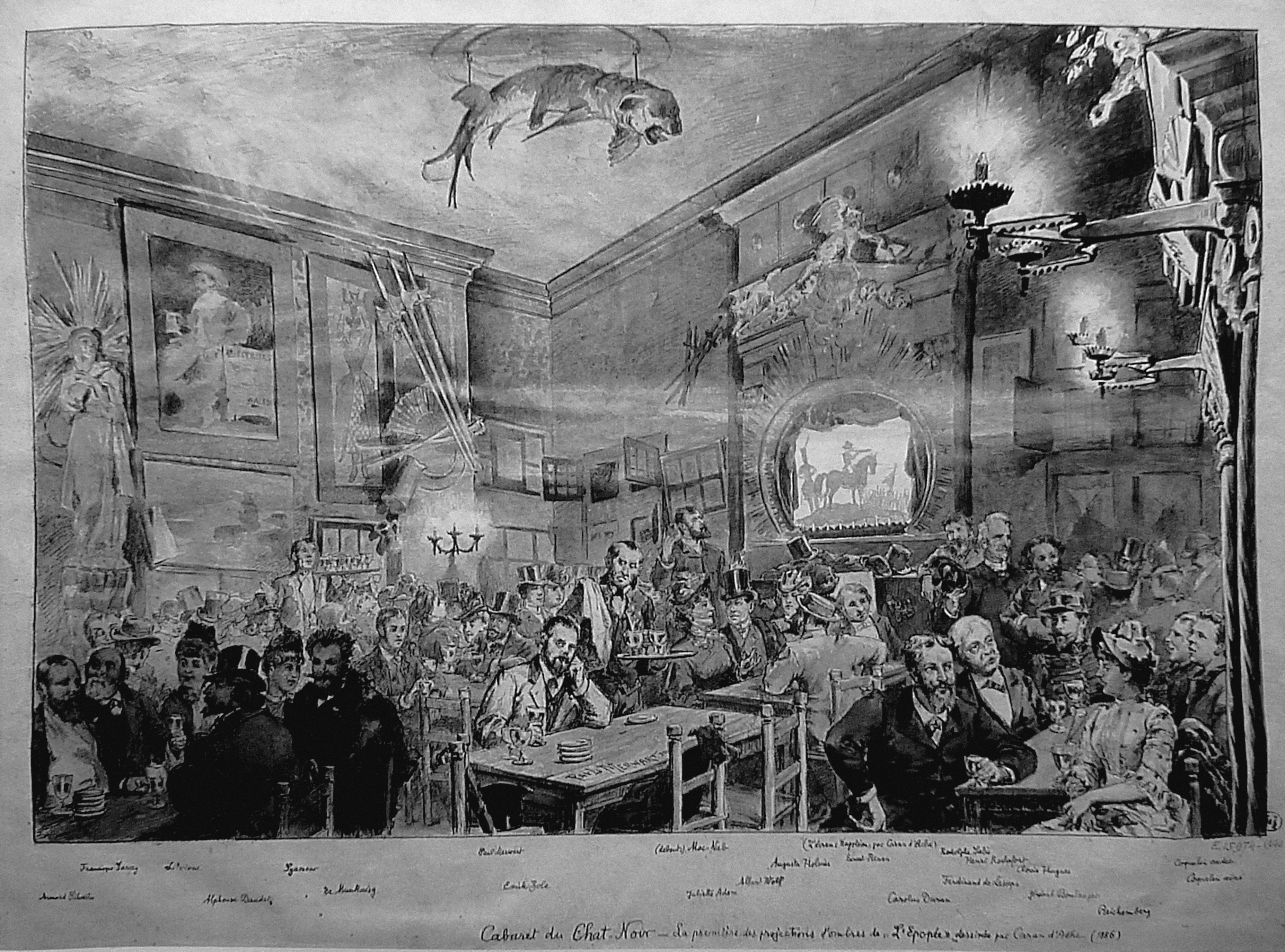
ポール・メルワール『キャバレー「ル・シャ・ノワール」での影絵の上映会』(カルナヴァレ博物館所蔵)

また、画家アンリ・リヴィエール (1864-1951) と画家アンリ・ソム(1844-1907) は、「テアートル・ドンブル（影絵芝居）」を創立し、「ル・シャ・ノワール」で亜鉛板を使った日本や中国の影絵を上演した。モンマルトル美術館はこの亜鉛板を常時展示している。高い技術が要求されたこの劇場では、12人の機械技師が働いていたが、ここで上演された影絵には、のちに開発される映画の特徴（動き、音、色など）がすでに備えられていた。
なお、2012年9月13日から2013年6月2日まで企画展「『ル・シャ・ノワール』を巡って ― モンマルトルの芸術と娯楽 1880-1910」が開催され、ロートレック、エドゥアール・ヴュイヤール (1868-1940)、クロード・モネ (1840-1926)、ピエール・ボナール (1867-1947)、アルフレッド・ジャリ (1873-1907) などの絵画、リトグラフ、デッサン、写真を展示するほか、「アンリ・リヴィエールの影絵」と題する特別展示室を設けて、影絵を上映し、当時の技術について紹介した。

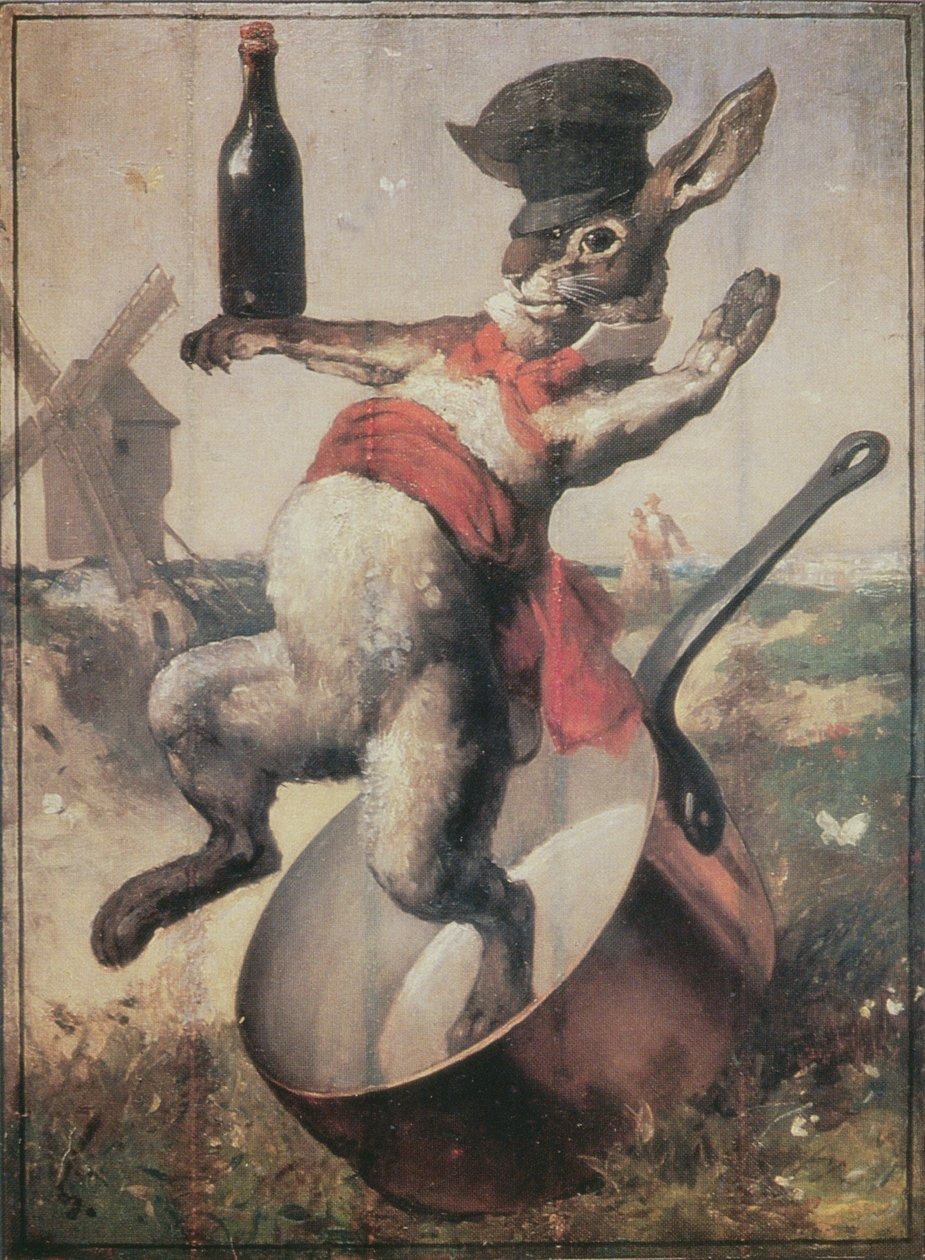
アンドレ・ジル (1840-1885) 作『オ・ラパン・アジルの看板』(1875-1880; モンマルトル美術館所蔵)

日本でも伊丹市立美術館（2011年4月16日-6月5日）、尾道市立美術館（2011年8月6日～9月25日）、北海道立函館美術館（2011年10月8日-12月7日）、群馬県立近代美術館（2011年12月23日-2012年3月25日）、八王子市夢美術館（2012年4月6日-5月20日）で企画展「陶酔のパリ・モンマルトル 1880-1910 ― 『シャ・ノワール（黒猫）』をめぐるキャバレー文化と芸術家たち」が開催され、この一環として影絵芝居が「映画に先駆ける総合芸術として人々を魅了し、ロートレック、ゴーギャンらにも大きな影響を与えた」として紹介され、東京芸術大学音楽学部の協力により、当時の影絵芝居『聖アントワーヌの誘惑』『星への歩み』の再現映像が上映された。この展覧会については『日本経済新聞』などでも紹介された。

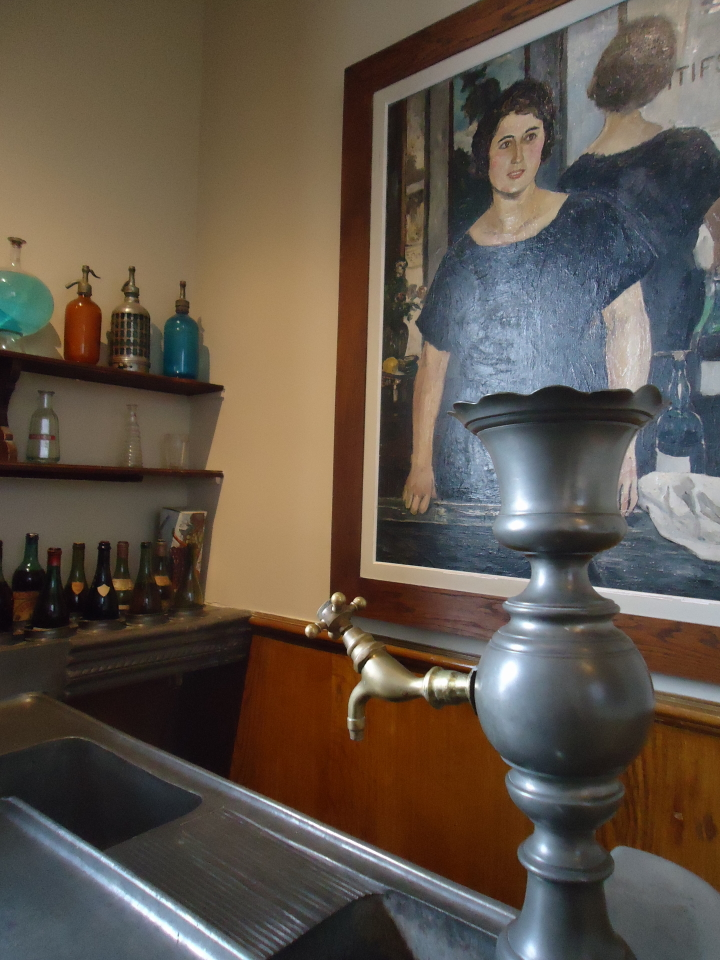
バーカウンターとマルセル・ルプラン (1891-1933) 作『美しき居酒屋のおかみ』 (1924年, モンマルトル美術館所蔵)

バー展示室：「ル・シャ・ノワール」展示室の隣の小さな展示室には、19世紀末にラブルヴォワール通り14番地の食料品店で使われていた亜鉛製のバーカウンターが再現されている。後ろの壁にはマルセル・ルプラン (1891-1933) の『美しき居酒屋のおかみ』 (1924年)、右手の壁には、風刺画家アンドレ・ジル (1840-1885) が描いた『オ・ラパン・アジルの看板』(1875-1880) が掛けられている。「ジルのウサギ (ラパン・ア・ジル; lapin à Gill)」として有名になったこの看板から、キャバレーそのものが「ラパン・アジル」(Lapin Agile; 足の速いウサギ) と呼ばれるようになった。1903年にロバを連れ、ここで毎晩ギターを弾いていた「フレデ爺さん」こと、フレデリック・ジェラールが経営者になると、ピカソ、ヴァラドン、ユトリロ、漫画家のフランシスク・プールボ(1879-1946) らのモンマルトルのボエーム（ボヘミアン）が「オ・ラパン・アジル」に集まるようになった。彼らは貧しかったために酒代の代わりに絵やデッサンを預けて飲んでいたが、フレデ爺さんは彼らが有名になるとこれらの絵をかなりの高値で売却したという。
ボヘミアンに関する展示室：こうしたボヘミアンの生活について紹介する展示室では、イヴェット・ギルベールやアリスティード・ブリュアンなど、当時のモンマルトルの「芸能界」の著名人の写真などが展示されている。ロートレックのリトグラフで知られるアリスティード・ブリュアンは、「ル・シャ・ノワール」の人気歌手で、1885年にカフェ・コンセール「ミルリトン」を設立。その後1903年に「ル・シャ・ノワール」を買い取り、フレデ爺さんに経営を一任した。ブリュアンはフレデ爺さんのギターに合わせて「人生の苦しみ、そして酔っぱらいや娼婦、浮浪者といった弱者たちの貧窮を、誰にも真似のできないあけすけな言葉で歌い、またブルジョワたちを嘲弄」した。
音楽に関するポスターのコーナーでは、ギュスターヴ・シャルパンティエ (1860-1956) が設立したミミ・パンソン音楽院のポスターや、シャルパンティエがモンマルトルの若い女工との出会いから着想を得たオペラ「ルイーズ」のポスターなどが飾られている。

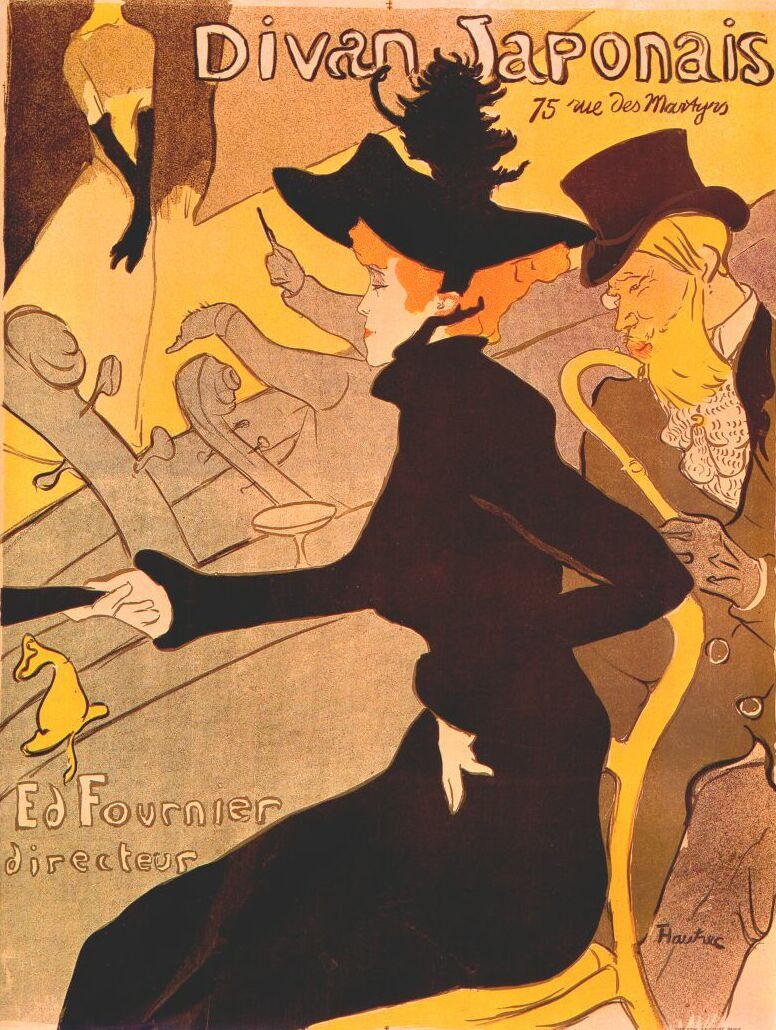
ロートレックの「ル・ディヴァン・ジャポネ」のポスター (1893; モンマルトル美術館所蔵)

ロートレックの『ディヴァン・ジャポネ』のポスター (1891) も展示されている（注記：このポスターは宮城県美術館、ボストン美術館、チェコ国立プラハ美術工芸博物館なども所蔵している）。ディヴァン・ジャポネは、提灯や絹のパネル、竹の椅子といった日本趣味の内装で知られたキャバレーだが、ロートレックは、このキャバレーで働いていた女優で踊り子のジャンヌ・アヴリル (1868-1943) と音楽批評家エドゥアール・デュジャルダンを描いている。ジャンヌ・アヴリルについてはラ・グーリュらとともに、「ムーラン・ルージュ」で大流行したフレンチ・カンカンに関する展示室でも紹介されている。

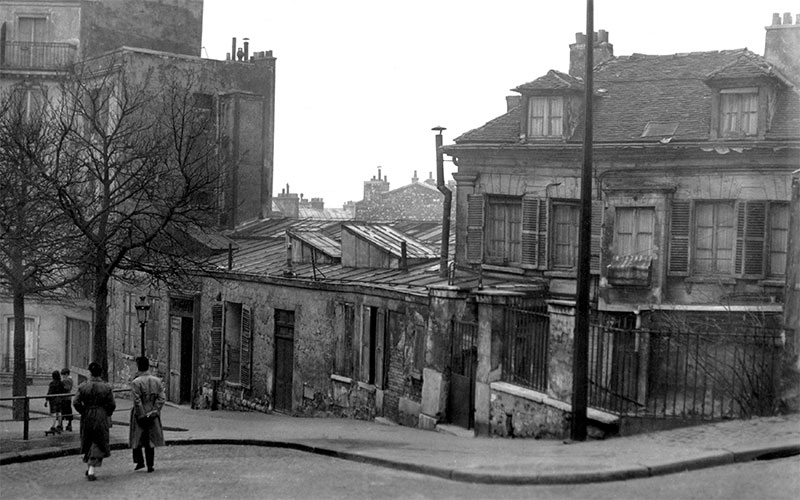
バトー・ラヴォワール（洗濯船）1910年頃

最後に、上記の「バトー・ラヴォワール（洗濯船）」、「アトリエ・コルトー」などのモンマルトルの画家のアトリエとこれらを拠点に活動していた芸術家、作家を紹介する部屋があり、作品だけでなく、当時の写真や史料も展示されている。特にモンマルトル美術館から少し下ったエミール＝グードー広場に面したラヴィニョン通り13番地の「バトー・ラヴォワール」は1970年の火事で焼失したため、歴史・考古学会「古きモンマルトル」が収集した史料は貴重である。

### ユトリロ、ヴァラドン、ユテールの部屋・アトリエ

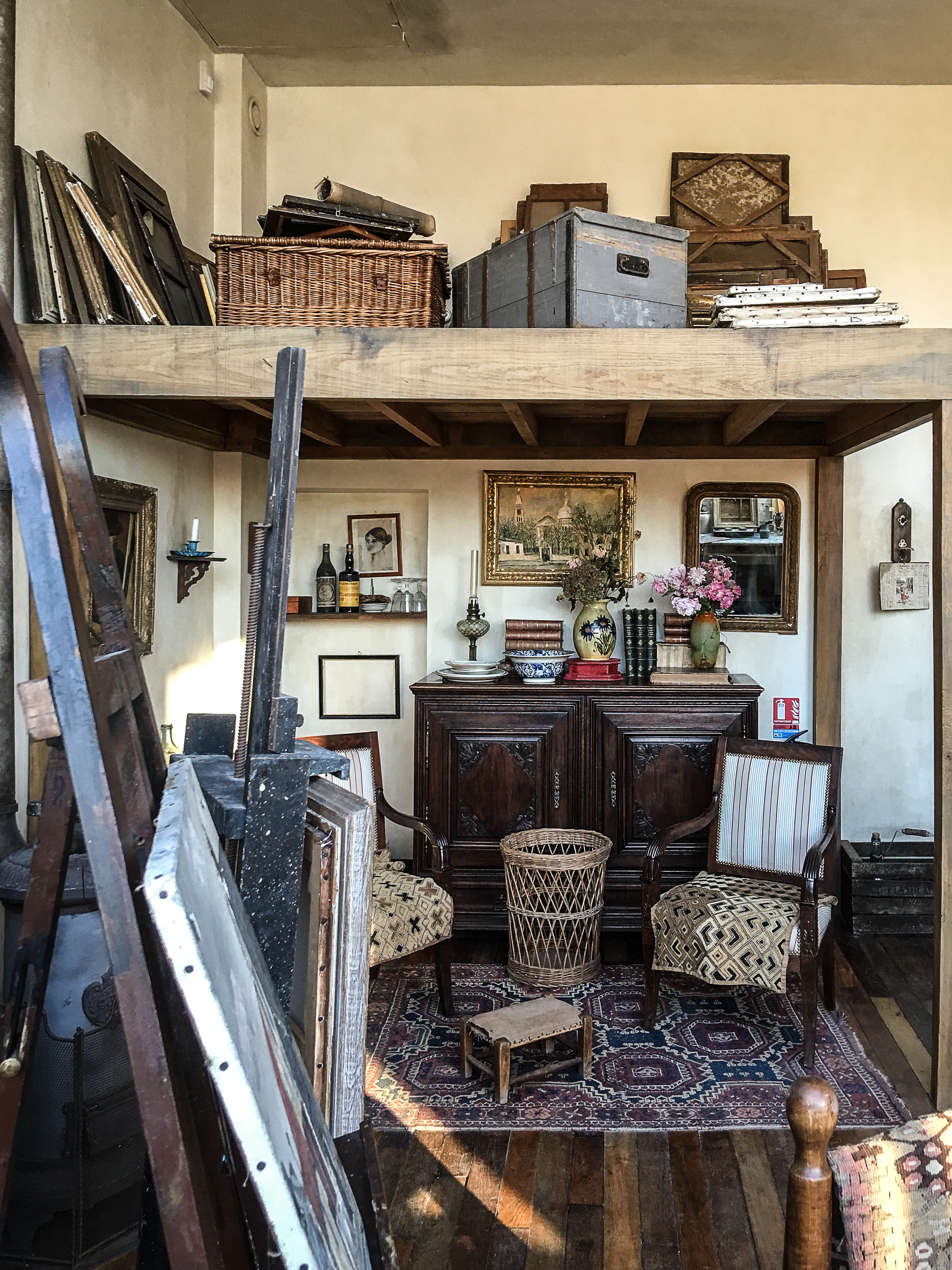
ユトリロ、ヴァラドンのアトリエ No.1

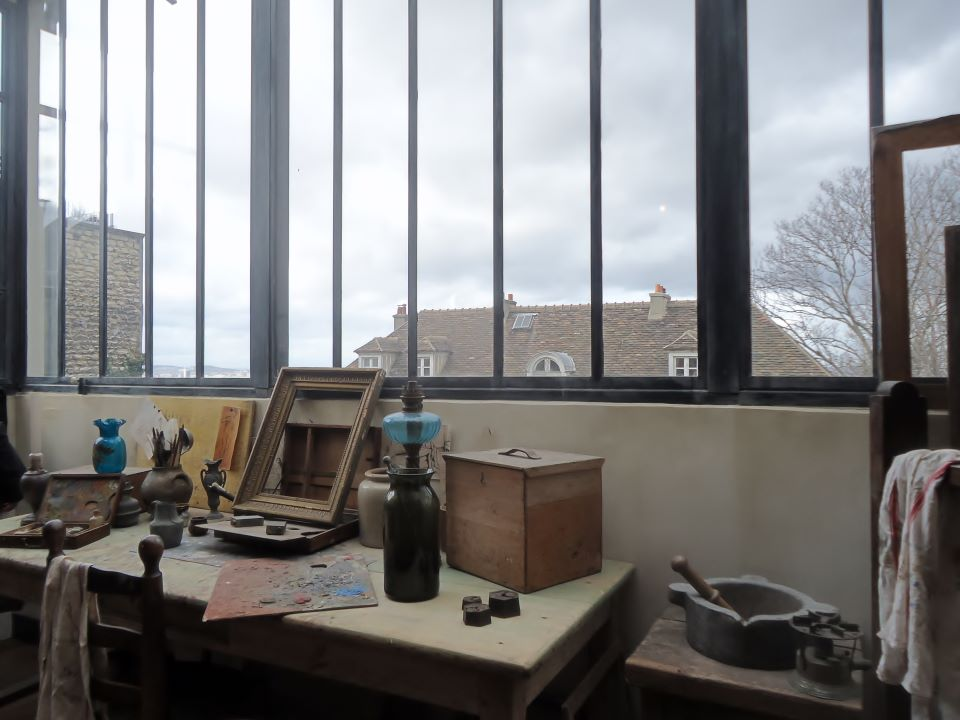
ユトリロ、ヴァラドンのアトリエ No.2

モーリス・ユトリロ、シュザンヌ・ヴァラドン、ヴァラドンの若い恋人アンドレ・ユテールは1912年にコルトー通り12番地に居を構えた。クレベール＝ロシヨン社が修復工事を行う前にはほとんど何も残っていなかったが、アトリエの中二階、客間、ユトリロの寝室を再現し、ストーブ、寝台、家具などを設置した。内装を手がけたのは、オルセー美術館、オランジュリー美術館、ジャックマール＝アンドレ美術館の内装にも携わったデザイナー・彫刻家のユベール・ル・ガルである。当時の写真を詳細に分析し、すべて忠実に再現した。

### 企画展 ― ドゥマルヌ邸
ドゥマルヌ邸の改修工事が完了した後、大規模な企画展が行われている。
- 「ル・シャ・ノワール」を巡って ― モンマルトルの芸術と娯楽 1880-1910 (2012年9月13日 - 2013年6月2日)
- モンマルトルの印象 ― ウジェーヌ・ドゥラートルとアルフレド・ミュラー (2013年9月14日 - 2014年1月12日)
- モンマルトルのピカソ (2014年3月14日 - 2014年8月31日)
- モンマルトルの精神と近代芸術 1875 - 1910 (2014年10月17日 - 2015年9月13日)
- コルトー通り12番地のシュザンヌ・ヴァラドン、モーリス・ユトリロ、アンドレ・ユテール (1912-1924) (ヴァラドン生誕150周年記念; 2015年10月16日 - 2016年3月13日)
- モンマルトルの芸術家、スタンランからサティまで ― 前衛芸術の夜明け (2016年4月15日 - 2016年9月25日)
- 父ベルナール・ビュフェ (2016年10月18日 - 2017年3月12日)
- 映画の舞台モンマルトル (2017年4月12日 - 2018年1月14日)
- ヴァン・ドンゲンと洗濯船 (2018年2月16日 - 2018年9月9日)[36] --- マダム・フィガロ・ジャポンでこの企画展の作品を多数紹介している[37]。

## ルノワールの庭

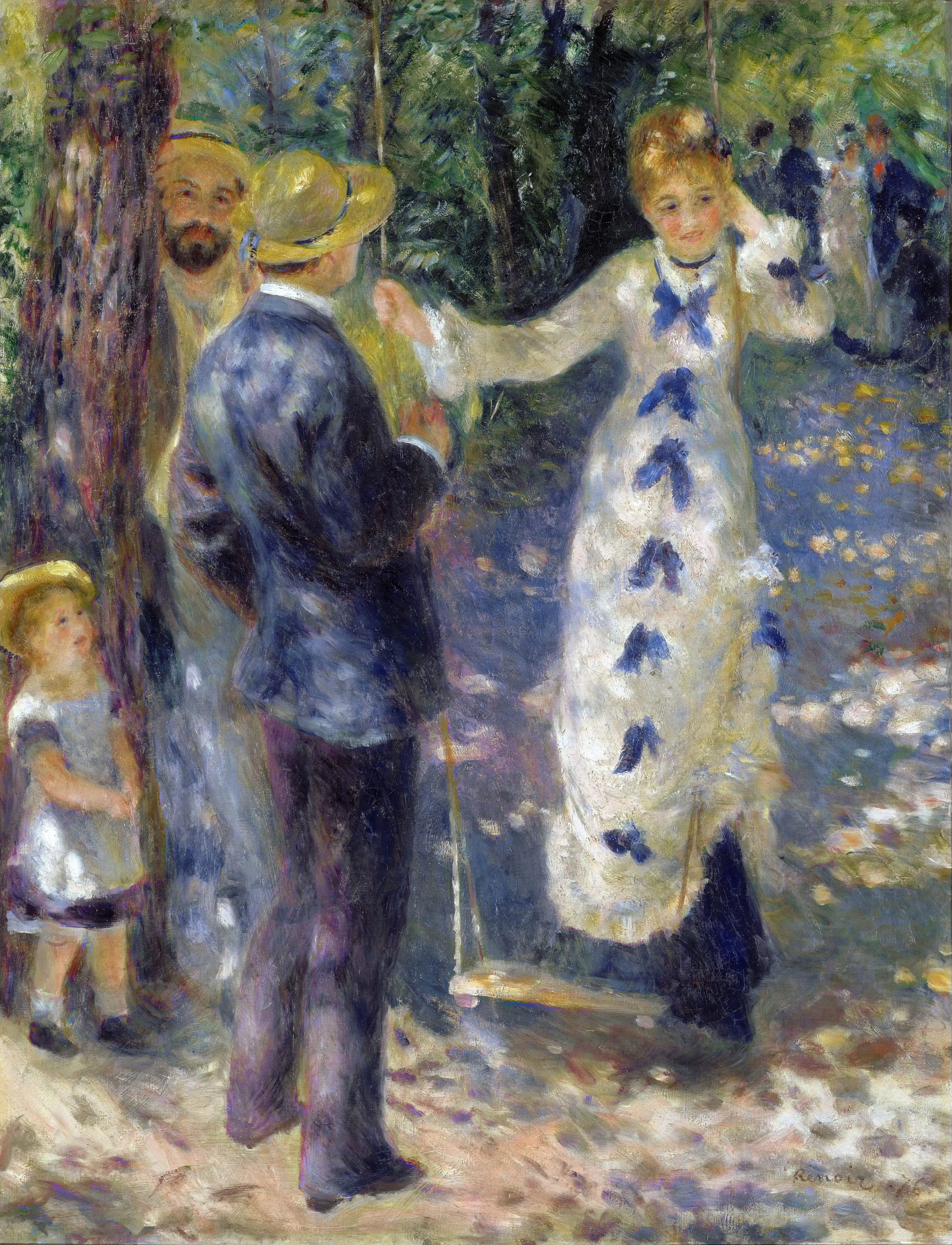
ルノワール作『ぶらんこ』(1876, オルセー美術館所蔵)

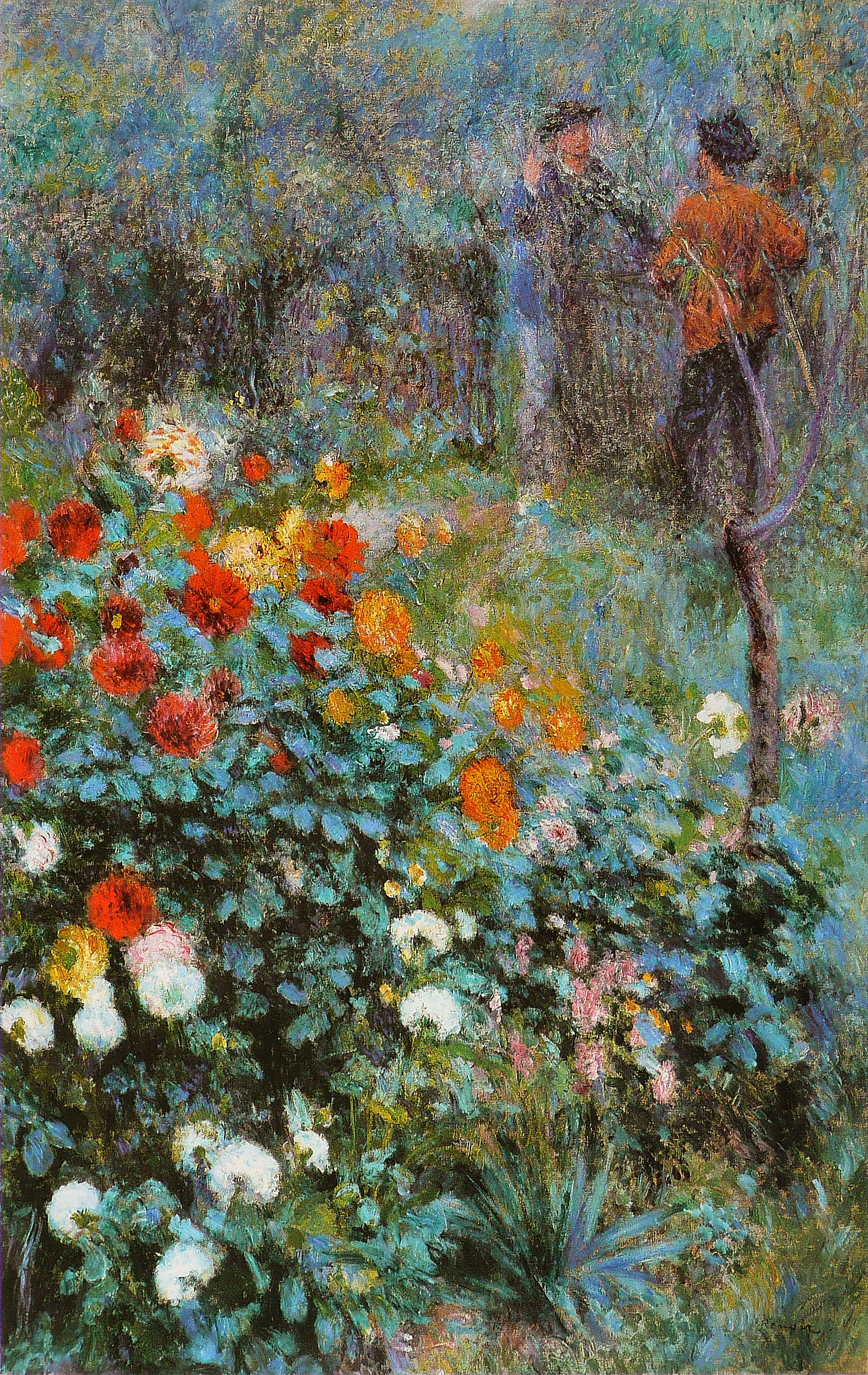
『モンマルトルのコルトー通りの庭』(1876, カーネギー美術館所蔵)

モンマルトル美術館は3つの「ルノワールの庭」に囲まれている。オーギュスト・ルノワールはこの敷地に1875年から1877年まで住み、『ムーラン・ド・ラ・ギャレットの舞踏会』(1876)、『ぶらんこ』(1876)、『モンマルトルのコルトー通りの庭』(1876) などを制作した。「ルノワールの庭」はこれらの絵のイメージを再現したものである。庭の一画にはガラス張りの明るい「カフェ・ルノワール」がある。

## その他
公式ウェブサイトによると、日本語のオーディオガイドを利用することができる。